# Nîjnii Bereziv, Cosău
Nîjnii Bereziv (în ucraineană Нижній Березів) este o comună în raionul Cosău, regiunea Ivano-Frankivsk, Ucraina, formată numai din satul de reședință.

## Demografie
Componența lingvistică a comunei Nîjnii Bereziv
     Ucraineană (99,76%)
     Alte limbi (0,24%)
Conform recensământului din 2001, majoritatea populației comunei Nîjnii Bereziv era vorbitoare de ucraineană (99,76%), existând în minoritate și vorbitori de alte limbi.